# Králický Sněžník (pohoří)
Králický Sněžník, nebo také masiv Králického Sněžníku, je třetím nejvyšším pohořím v Česku, táhnoucí se v délce asi 16 km od města Králíky po Kladské sedlo na rozhraní Čech, Moravy a Kladska. Větší část hornatiny leží v polském Kladsku, kde je nazývána Masyw Śnieżnika, německy se pohoří jmenuje Glatzer Schneegebirge. Nejvyšší horou je Králický Sněžník (polsky Śnieżnik Kłodzki, německy Glatzer Schneeberg nebo Grulicher Schneeberg) s výškou 1423 m n. m.

## Geologie

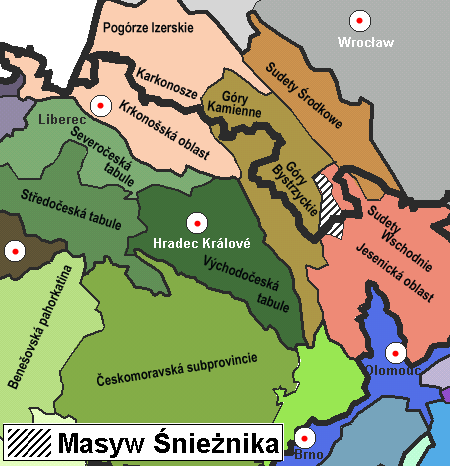
Orlická oblast
Jesenická oblast

Území je zajímavé i po stránce geologické. Je tvořeno přeměněnými horninami (rulami a svory), v menší míře se zde vyskytují krystalické vápence a dolomity, amfibolity, amfibolické břidlice, kvarcity a kvarcitické břidlice.

## Geomorfologie
Králický Sněžník patří do Jesenické podsoustavy (Jesenické oblasti). Od Rychlebských hor je na východě oddělen Kladským sedlem. Na západě a severu spadá do Kladské kotliny. Z jihu odděluje Králický Sněžník od Hanušovické vrchoviny údolí řeky Moravy. Na východě pohoří Králický Sněžník strmě spadá do Staroměstské kotliny, která ho odděluje od Hrubého Jeseníku.
Vyskytují se zde četné periglaciální jevy, jako mrazové sruby nebo kamenná moře. V oblastech s výskytem krystalických vápenců jsou vyvinuty krasové jevy, příkladem jsou např. jeskyně Tvarožné díry, Patzeltova jeskyně a na polské straně Jaskinia Niedźwiedzia (Medvědí jeskyně); najdeme zde také ponory a vyvěračky.
Kompletní geomorfologické členění české části hor uvádí následující tabulka:
| Geomorfologické členění Králického Sněžníku                                          | Geomorfologické členění Králického Sněžníku | Geomorfologické členění Králického Sněžníku |
| ------------------------------------------------------------------------------------ | ------------------------------------------- | ------------------------------------------- |
| ČESKÁ VYSOČINA • Krkonošsko-jesenická subprovincie • Jesenická oblast                |                                             |                                             |
| NEČLENÍ SE                                                                           | Hornomoravská hornatina                     | nečlení se (Králický Sněžník, 1423 m)       |
| NEČLENÍ SE                                                                           | Malosněžnický hřbet                         | nečlení se (Malý Sněžník, 1327 m)           |
| NEČLENÍ SE                                                                           | Podbělský hřbet                             | nečlení se (Sušina, 1321 m)                 |
| NEČLENÍ SE                                                                           | Tetřeví rozsochy                            | nečlení se (Babuše, 1245 m)                 |
| NEČLENÍ SE                                                                           | Hraniční hřbet                              | nečlení se (Rykowisko, 948 m)               |
| PROVINCIE • Subprovincie • Oblast / Celek / PODCELEK • Okrsek • Podokrsek • (vrchol) |                                             |                                             |

## Hlavní vrcholy
V masivu Králického Sněžníku se nachází 15 tisícovek, tj. hor vyšších než 1000 m a s prominencí (převýšením od sedla) alespoň 5 metrů. Tři z nich mají prominenci vyšší než 100 m - Králický Sněžník, Sušina a Malý Sněžník.
- Nejvyšší horou, umístěnou v centrální části pohoří (Hornomoravské hornatině), je Králický Sněžník (1423 m n. m.).
- Západní hřeben (Malosněžnický hřbet) tvoří hranici s Polskem. Vybíhá směrem k jihu z hory Králický Sněžník. Od východního hřebene je oddělen až 600 m hlubokým údolím Moravy, směrem na západ strmě spadá do Kladské kotliny. Z hlavních vrcholů je to při postupu od jihu: Jelení vrch (polsky Góra Jasień) (936 m n. m.), Klepáč (polsky Trójmorski Wierch) (1145 m n. m.), Hleďsebe (polsky Puchacz) (1190 m n. m.) a Malý Sněžník (polsky Mały Śnieżnik) (1327 m n. m.). Malý Sněžník je druhá nejvyšší hora pohoří.
- Východní hřeben (Podbělský hřbet a na něj navazující Tetřeví rozsochy) je širší než západní, také vybíhá směrem k jihu od hory Králický Sněžník. Od západního hřebene je oddělen až 600 m hlubokým údolím Moravy), směrem na východ strmě spadá do Staroměstské kotliny. Jeho součástí jsou tyto hlavní vrcholy: Stříbrnická (1251 m n. m.), Černá kupa (1295 m n. m.), Sušina (1321 m n. m.) – třetí nejvyšší vrchol pohoří, Uhlisko (1241 m n. m.), Podbělka (1308 m n. m.), Slamník (1232 m n. m.), Chlum (1119 m n. m.), Souš (1225 m n. m.), Sviní hora (1074 m n. m.).
- Další hřeben (Hraniční hřeben) pokračuje od hory Králický Sněžník na východ směrem k Rychlebským horám, součástí je třeba Hraniční hora (968 m n. m.). Jiné hřebeny vybíhají od Králického Sněžníku na sever do Polska, jejich součástí je např. Góra Stroma (1167 m n. m.), Czarna Góra (1205 m n. m.) atd.

## Hydrologie
Králickým Sněžníkem prochází tři hlavní evropská rozvodí a na hoře Klepáč (1145 m) se stýkají. Králický Sněžník tvoří významný hydrografický uzel, jeho území náleží do tří úmoří – Černého, Severního a Baltského moře. Do Černého moře odvádí své vody řeka Morava, pramenící pod vrcholem Králického Sněžníku. Do Severního moře odtéká Lipkovský potok s přítoky (povodí řeky Tichá Orlice). Do Baltského moře odtékají vody Kladské Nisy a další do ní se vlévající toky, např. Wilczka.
- Oblast úmoří Černého moře odvodňuje řeka Morava a její přítoky. Pravostranné přítoky přitékají z východních svahů západního hřbetu, jsou to např. Kopřivák, Hluboký potok a četné další bezejmenné. Na jednom z těchto přítoků se nachází také známý vodopád Na Strašidlech. Ze západních svahů východního hřbetu přitékají levostranné přítoky řeky Moravy, např. Poniklec, Kamenitý potok, Mlýnský potok a četné další bezejmenné. Z jižních svahů východního hřbetu přitéká jako levostranný přítok Moravy Malá Morava, Zelený potok a další bezejmenné. Východní svahy východního hřbetu odvodňují levostranné přítoky řeky Krupé, která se u Hanušovic také vlévá do Moravy; jsou to např. Prudký potok, Chrastický potok, Štěpánovský potok, Stříbrnický potok, Zrcadlový potok a četné další bezejmenné.
- K oblasti úmoří Baltského moře patří polská část pohoří. Je to především řeka Kladská Nisa, která zde také pramení, a četné další menší toky, např. Polna, Szklarka, Goworówka, Nowinka, Wilczka, Kleśnica, Kamienica a další.
- K oblasti úmoří Severního moře patří pouze jižní svahy západního hřbetu, jedná se o Lipkovský potok, který se vlévá do Tiché Orlice, a také přítok Lipkovského potoka Heřmanický potok.

## Příroda

### Rostlinná společenstva
Při vrcholu Králického Sněžníku je zhruba od nadmořské výšky 1350 m (v lavinové dráze i níže) vyvinuto primární alpínské bezlesí. Na exponovaných místech s mělkou půdou, kde se v zimě udrží jen nízká sněhová pokrývka, najdeme vyfoukávané alpínské trávníky (sv. Juncion trifidi) a alpínská vřesoviště (subas. Cetrario-Festucetum supinae callunetosum). V mírných depresích vrcholové plošiny se vyskytují maloplošně zapojené alpínské trávníky (sv. Nardion). Na závětrných svazích s hlubší půdou s vysokou sněhovou pokrývkou (včetně lavinové dráhy) jsou často rozsáhlé plochy vysokostébelných alpínských trávníků (hlavně sv. Calamagrostion villosae), na vlhčích místech s dominancí metlice trsnaté (Deschampsia cespitosa), na sušších živinami chudších místech dominuje třtina chloupkatá (Calamagrostis villosa) a na sušších místech živinami bohatších potom třtina rákosovitá (Calamagorstis arundinacea). Při horní hranici lesa roste také subalpínská brusnicová vegetace s dominantní brusnicí borůvkou (as. Festuco supinae-Vaccinietum myrtilli). Zvláště při Moravě v lavinové dráze je vyvinuta subalpínská kapradinová niva (sv. Dryopterido-Athyrion) s dominancí papratky alpínské (Athyrium distentifolium). Jsou zde také četná kamenná moře a skály, oboje najdeme i v pásmu lesa.
V nadmořských výškách asi 1100–1350 m se rozkládají rozsáhlé horské smrčiny, často i pralesovitého charakteru. Jedná se hlavně o horské třtinové smrčiny (sv. Piceion exelsae). Na vlhkých úživnějších místech jsou nahrazeny papratkovými smrčinami (sv. Athyrio alpestris-Piceion). Na východním hřbetu je několik otevřených vrchovišť (sv. Oxycocco-Empetrion hermafroditi), která jsou obklopena rašelinnými smrčinami (as. Sphagno-Piceetum).
V nižších nadmořských výškách (pod 1100 m) jsou potenciální přirozenou vegetací (až na výjimky) bučiny. Původně to byly smíšené lesy s dominancí buku lesního, jedle bělokoré, smrku ztepilého a místy byl přítomen i javor klen. V minulosti byly však z větší části přeměněny člověkem na smrkové monokultury, které často nyní trpí imisemi. Většinou se jedná o acidofilní bučiny čili kyselé bučiny (sv. Luzulo-Fagion). Jen málo na krystalických vápencích (a na hlubších půdách i jinde) se jedná o květnaté bučiny (sv. Fagion). Výjimečně a maloplošně jsou zastoupeny vápnomilné bučiny (as. Cephalanthero-Fagetum). Velmi maloplošně v roklích při potocích a na prameništích najdeme horské klenové bučiny (podsv. Acerenion). Při potocích v nejnižších polohách najdeme také luhy (hlavně podsv. Alnenion glutinoso-incanae).
Po obvodě pohoří najdeme rozsáhlá luční společenstva. Většinou se jedná o horský typ mezofilních ovsíkových luk (as. Trifolio-Festucetum rubrae), místy s přechodem k horským trojštětovým loukám. Horské trojštětové louky (sv. Polygono-Trisetion) však zde nejsou typicky vyvinuty, jako třeba v Krkonoších. Na sušších místech na mělké půdě jsou nahrazeny smilkovými trávníky (sv. Violion caninae). Naopak na vlhčích místech to jsou vlhké pcháčové louky (podsv. Calthenion) nebo popř. vlhká tužebníková lada (podsv. Filipendulenion).
Více o vegetaci Králického Sněžníku viz  a 

### Rostliny
Na území Králického Sněžníku roste mnoho druhů vzácných i běžných horských rostlin. Cenný je výskyt vysokohorských jestřábníků z okruhu jestřábníku alpského i jiných. Mezi nimi je i endemit Králického Sněžníku jestřábník sněžnický (Hieracium nivimontis). V subalpínském stupni dominuje několik druhů trav (v závislosti na podmínkách mikrolokality), např. metlice trsnatá (Deschampsia cespitosa), metlička křivolaká (Avenella flexuosa), třtina chloupkatá (Calamagrostis villosa), smilka tuhá (Nardus stricta), kostřava nízká (Festuca supina), lipnice širolistá (Poa chaixii), bojínek švýcarský (Phleum rhaeticum) aj. Z dalších rostlin zde běžně rostou např. brusnice borůvka (Vaccinium myrtillus), brusnice brusinka (Vaccinium vitis-idaea), vřes obecný (Calluna vulgaris), ostřice Bigelowova (Carex bigelowii), bika hajní měděná (Luzula luzuloides subsp. rubella) atd. Relativně běžná je také violka žlutá sudetská (Viola lutea subsp. sudetica) a mochna zlatá (Potentilla aurea), naopak velice vzácný je dnes prasetník jednoúborný (Hypochaeris uniflora) a kokrhel sličný (Rhinathus pulcher). Sasanka narcisokvětá (Anemone narcisiflora), stejně jako šabřina tatarská (Conioselinum tataricum) už asi zcela na Králickém Sněžníku vymizely.
V posledních desetiletích také výrazně ubyl zvonek vousatý (Campanula barbata), který v ČR roste jen v Hrubém Jeseníku a na Králickém Sněžníku. Podobné rozšíření má také vzácná tráva ovsíř dvouřízný (Helictotrichon planiculmis). Sítina trojklaná (Juncus trifidus) roste na Králickém Sněžníku pouze na Vlaštovčích kamenech. V přirozených smrčinách roste hojně několik málo druhů, např. brusnice borůvka, třtina chloupkatá nebo metlička křivolaká, relativně častá je na vlhčích místech i bika lesní (Luzula sylvatica), s nižší pokryvností zde uvidíme sedmikvítek evropský (Trientalis europaea), čípek objímavý (Streptopus amplexifolius), podbělici alpskou (Homogyne alpina).
Zejména na vlhčích místech jsou hojné kapradiny, např. kapraď samec (Dryopteris filix-mas), kapraď širolistá (Dryopteris dilatata), papratka samice (Athyrium filix-femina), žebrovice různolistá (Blechnum spirant), zvláště ve vysokohorských nivách papratka alpinská (Athyrium distentifolium), v bučinách je častý i bukovník kapraďovitý (Gymnocarpium dryopteris) nebo bukovinec osladičovitý (Phegopteris connectilis). V kapradinových nivách roste také mléčivec alpský (Cicerbita alpina), kamzičník rakouský (Doronicum austriacum), mnohem vzácnější je stračka vyvýšená (Delphinium elatum). Na vlhkých místech zde můžeme vidět dva druhy modrokvětých omějů, oměj šalamounek (Aconitum plicatum) a oměj pestrý (Aconitum variegatum). Na horských prameništích roste violka dvoukvětá (Viola biflora), mokrýš střídavolistý (Chrysosplenium alternifolium), ptačinec hajní (Stellaria nemorum), velmi vzácná je řeřišnice hořká Opicova (Cardamine amara subsp. opizii).
V kyselých bučinách je bylinné patro chudé a rostou tam často některé druhy, vyjmenované u kyselých smrčin. V květnatých bučinách je častá kyčelnice devítilistá (Dentaria enneaphyllos), bažanka vytrvalá (Mercurialis perennis), svízel vonný čili mařinka vonná (Galium odoratum), v nižších polohách i lilie zlatohlávek (Lilium martagon). Na rašeliništích východního hřbetu roste hojně suchopýr pochvatý (Eriophorum vaginatum), brusnice vlochyně (Vaccinium uliginosum), klikva bahenní (Oxycoccus palustris), mnohem vzácnější je bradáček srdčitý (Listera ovata) nebo kyhanka sivolistá (Andromeda polifolia).
Pouze na mramorové skále na polské straně roste tráva pěchava tatranská (Sesleria tatrae), jedná se o jediný výskyt mimo Karpaty. Na mramorech polské strany najdeme i hlaváč lesklý (Scabiosa lucida), kapradinu Braunovu (Polystichum braunii), kruštík tmavočervený (Epipactis atrorubens), okrotici bílou (Cephalanthera damasonium) a další. V pohoří Králický Sněžník roste ještě mnoho dalších, výše nevyjmenovaných druhů rostlin.

### Živočichové
V oblasti Králického Sněžníku žije mnoho druhů živočichů. Z větších býložravců to je např. jelen lesní nebo srnec obecný. Můžeme zde spatřit i nepůvodní druh kamzíka horského, který sem přešel ze sousedních Jeseníků, kde byl vysazen. Z šelem je hojná liška obecná, vzácnější je jezevec lesní. Větší šelmy, jako medvěd hnědý, vlk nebo rys ostrovid, byly v minulosti silně pronásledovány člověkem (a jsou pronásledovány i v současnosti), proto byly na Králickém Sněžníku zcela vyhubeny. V posledních letech však byl potvrzen výskyt zatoulaných jedinců, původem asi z Karpat. Žije zde ale mnoho menších savců. Několik druhů netopýrů vyhledává místní jeskyně. Vzácný chladnomilný hlodavec je myšivka horská.
Můžeme zde potkat i mnoho druhů ptáků. V dnešní době je relativně častý krkavec velký nebo datel černý, ze vzácných šplhavců byl zaznamenán i datlík tříprstý. Svou bílou náprsenku je nápadný kos horský, v subalpínském stupni hnízdí pěvuška podhorní. Z drobných pěvců je běžná sýkora uhelníček nebo králíček obecný, u vodních toků můžeme spatřit skorce vodního. Žije zde i vzácný lesní kur jeřábek lesní a snad i tetřívek obecný. Tetřev hlušec už zcela vymizel, ale v posledních letech probíhá na Králickém Sněžníku pokus o jeho reintrodukci. Ze sov zde žije např. kulíšek nejmenší nebo sýc rousný, puštík obecný a výr velký. Běžná je sojka obecná, ale hnízdí zde i ořešník kropenatý. Na loukách v nižších polohách žije početná populace chřástala polního, kvůli kterému zde byly vyhlášena i Ptačí oblast Králický Sněžník.
Žije zde i mnoho druhů bezobratlých živočichů a dalších skupin obratlovců.

### Ochrana přírody
Na území Králického Sněžníku se rozprostírají četná chráněná území, v české části je to Národní přírodní rezervace Králický Sněžník (vyhlášená roku 1990). NPR Králický Sněžník se v podstatě překrývá s Evropsky významnou lokalitou Králických Sněžník systému Natura 2000. Naopak Ptačí oblast Králický Sněžník je navržena téměř zcela mimo NPR, zahrnuje hlavně nižší polohy pohoří s rozsáhlým přesahem do nižších poloh Hanušovické vrchoviny a Bukovohorské hornatiny, která je součástí Orlických hor. Na polské straně je území chráněno v rámci Śnieżnickego Parku Krajobrazowego a je zde vyhlášeno také několik rezervací, např. rezerwat przyrody Śnieżnik Kłodzki, rezerwat przyrody Jaskinia Niedźwiedzia, rezerwat przyrody Wodospad Wilczki. Na polské straně je také navržena evropsky významná lokalita.